# GEM (音楽グループ)
GEM（ジェム）は、日本の音楽グループ。グループ名には宝石、貴重な物という意味が込められている。半角ではなく全角でＧＥＭと表記するのが正式名称。
アコースティック中心の活動を行っているが、アコースティックにとらわらない音楽性から、ジャンルはロックの部類に入り、メンバーは「アコステロック」と称している。
2004年8月4日にマキシシングル『声』で、さくらミュージックエンタテインメントからインディーズデビュー。現在の所属事務所はDAWN PARTY WORKS。

## メンバー
- 西川恵美（にしかわ えみ）1月17日  - ボーカル、作詞、作曲、滋賀県出身
- 圭介（けいすけ）6月17日  - アコースティックギター・コーラス、作詞、作曲、京都府出身

## バイオグラフィ
- 2002年11月、元々音楽仲間であった圭介と千代茂治でアコースティックユニットを結成。滋賀、京都を中心に二人で活動をしながら女性ボーカルを探すようになる。
- 2003年2月1日、音楽仲間の紹介で、当時小学校の教師をしていた西川と出会い、三人でセッションをする。（合わせた曲は三人とも知っていたという理由で、岡北有由の「わたし」）。
- 2月2日、GEMを結成。（結成時のバンド名は「Gem pupil」であったが、2004年1月、pupilを外しGEMに改名した）。
- 2月27日の初ライブを皮切りにライブ活動を開始する。また、初ライブは地元滋賀のライブハウス「古古座（現・COCOZA）」。
- 2003年5月22日、自主制作CD-R『Moon night call/Heartsong』を発売（現在は廃盤）。
- 同月、GEM Partyと称した企画ライブを月に二回ほどのペースで開始する。8月には東京ツアーも行い、六本木Y2Kで椎名林檎や東野純直を発掘したプロデューサーTAGと出会う。
- 12月26日から2004年1月6日まで、TAGと共に軽井沢にてレコーディング合宿に入る。
- 2004年1月29日に2nd CD-R『GIVE NOTHING』を発売（現在は廃盤）。
- 3月26日には初のワンマンライブを成功させた。
- 4月、地元を離れ上京。上京と同時に毎月続けていたGEM Partyは一旦終了となる。TAGの紹介で、さくらミュージックエンタテインメントに所属。
- 5月からはライブ活動や、吉祥寺を中心としたストリートライブでの活動を開始する。
- 6月、会員限定の会報誌「GEM PANCH」を月一のペースで発行開始。
- 8月4日、マキシシングル『声』（KJCS-8003）で、さくらミュージックエンタテインメントからインディーズデビュー。（『声』のプロモーションビデオも存在するが、一般発売はされておらず、あくまでも店舗でのプロモーション用に使われた）。同日、吉祥寺STAR PINE'S CAFEにてレコ発ライブを行う。
- 9月4日からブロードバンド放送「GEMのGEM PANCH」を新宿HALC@LIVINGから放送開始。（@LIVINGの閉鎖により12月で放送終了）。
- 10月から月刊歌謡曲にて5ヶ月に渡り、連載コラム「私をステージに連れて行って♪」を開始する。掲載内容は、ミュージシャンが音楽を始めてからライブ活動に至るまでの流れ（作曲、ストリート活動等）を書いたもの。
- 2005年2月13日、3rd CD-R『ツボミ/シーソー』を発売（現在は廃盤）。
- 5月、千代が脱退。自身の会報誌にて正式発表。
- 6月22日、SUN HOME RECORDSから『シーソー』（SHCH-1001）をリリース。（ページによっては『See Saw』と表記されている場合もあるが、これは、マネージメントを務める平塚のお茶目な悪戯心から採用されてしまった間違いだと思われる。この間違いに関してメンバーは全く気にしていない）。
- 2006年1月、さくらミュージックエンタテインメントからDAWN PARTY WORKSへ移籍。
- 3月19日、4th CD-R『声-unplugged-』を限定発売（現在は廃盤）。以降、長期に渡る制作活動に入り、メディアへの流出は一旦控えるようになる。
- 2007年2月13日、5th CD『Lu•Na』（DPWG-0001）を発売。
- 2008年2月8日、6th CD-R『high-Hi!』を限定発売（現在は廃盤）。
- 2008年8月15日・8月22日、GEM Partyを復活させる。15日は滋賀にて、22日は東京にて開催。滋賀公演は「COCOZA」、東京公演は「新宿SACT!」。15日の滋賀公演に合わせて1stミニアルバム『POKER』（DPWG-0002）を発売。
- 2009年1月23日、GEM Partyにてデモシングル『雪の花』を当日限定で配布。
- 2010年7月、活動を休止する。

## 楽曲のクレジットについて
歌詞カードなどではフルネームではなく、emi、keisukeとクレジットされることもある。

## 作品

### シングル
|   | リリース      | タイトル                  | 規格   | 販売生産番号         |
| 1 | 2003年5月22日 | Moon night call/Heartsong | 12cmCD | 自主制作（廃盤）     |
| 2 | 2004年1月29日 | GIVE NOTHING              | 12cmCD | 自主制作（廃盤）     |
| 3 | 2004年8月4日  | 声                        | 12cmCD | KJCS-8003            |
| 4 | 2005年2月13日 | ツボミ／シーソー          | 12cmCD | 自主制作（廃盤）     |
| 5 | 2005年6月22日 | シーソー                  | 12cmCD | SHCH-1001            |
| 6 | 2006年3月19日 | 声-unplugged-             | 12cmCD | 自主制作（廃盤）     |
| 7 | 2007年2月13日 | Lu•Na                     | 12cmCD | DPWG-0001            |
| 8 | 2008年2月8日  | high-Hi!                  | 12cmCD | 自主制作（廃盤）     |
| 9 | 2009年1月23日 | 雪の花                    | 12cmCD | 自主制作（限定配布） |

### ミニアルバム
|   | リリース      | タイトル | 規格   | 販売生産番号 |
| 1 | 2008年8月15日 | POKER    | 12cmCD | DPWG-0002    |

## その他の活動

### 楽曲提供
- 奥田絢子（コロムビアミュージックエンタテインメント）への楽曲提供。（2008年7月 圭介）

### メディア
- 「GEMのGEM PANCH」2004年9月-2004年12月（ブロードバンド放送）
- 「私をステージに連れて行って♪」2004年10月-2005年2月（月刊歌謡曲にて連載コラム）
- 「GEMの・・・」2009年1月-（myspaceでの自主制作番組）